# المحامدة البحرية
قرية المحامدة البحرية هي إحدى القرى التابعة لمركز سوهاج بمحافظة سوهاج في جمهورية مصر العربية.

## السكان
بلغ عدد سكان قرية المحامدة البحرية وفق إحصاء سنة 2006م 5810 نسمة، منهم 3153 رجل و2657 امرأة. ثم بلغ بحسب إحصاءات سنة 2018 إجمالي السكان بها 13857 نسمة، منهم 7220 رجل و6637 امرأة.